# Nadbubrežna žlijezda
Nadbubrežna žlijezda (lat. Glandula adrenalis ili Glandula suprarenalis) je organ kod sisavaca, uključujući i čovjeka. To je mala parna trokutasta endokrina žlijezda koja se nalazi na vrhu svakog bubrega; Njena glavna odgovornost je regulacija stresnog odgovora putem sinteze kortikosterida i katekolamina, uključujući kortizol i adrenalin, te regulacije elektrolita u izvanstaničnoj tekućini tijela.
Sastoji se od dva dijela: kore i srži, koji se međusobno razlikuju i po porijeklu i po funkciji.

## Anatomija i histologija
Nadbubrežne zlijezde poput trokutaste kape pokrivaju gornje polove lijevog i desnog bubrega. Nadbubrežna žlijezda ima moždinu lat. medulla glandulae suprarenalis i vanjski žuti sloj ili koru lat. cortex glandulae suprarenalis. Kora nadbubrežne žlijezde ima tri sloja i to klupčasti (lat. zona glomerulosa), svežnjičasti (lat. zona fasciculata) i mrežasti (lat. zona reticularis). 

## Fiziologija
Kora nadbubrežne žlijezde izlučuje tridesetak različitih hormona. Svi su oni po svojoj kemijskoj građi steroidni hormoni, a prema djelovanju mogu biti mineralokortikoidi, glukokortikoidi i spolni hormoni. Mineralkortikoidi sudjeluju u regulaci koncentracije natrija i kalija u tjelesnim tekućinama. Glavno mjesto njihova djelovanja jesu distalni i sabirni kanalići nefrona bubrega gdje pojačavaju izlučivanje kalija, te reapsorpciju natrija. Aldosteron je glavni predstavnik mineralkortikoida. Osim na bubrege aldosteron na sličan način djeluje i na žlijezde slinovinca, žlijezde lojnice i crijevni epitel. Glukokortikoidi sudjeluju u regulaciji metabolizma hranjivih tvari i u sudjelovanju posljedica iznenadnih štetnih podražaja (stresa). Glavni predstavnik glukokortikoida jest kortizol. Djelovanje kortizola povećava se koncentracija glukoze u krvi što je posljedica povećanja glukoneogeneze i smanjena iskorištavanja glukoze u stanicama tijela. Učinak kortizola na metabolizam bjelančevina očituje se u razgradnji bjelančevina iz mišića i drugih tkiva time nastaju aminokiseline od kojih jetra stvara druge bjelančevine potrebne organizmu. Djelovanjem kortizola za glavninu energijskih promjena dobiva se od masti.

## Hormoni
Kora luči sljedeće grupe hormona:
- Mineralokortikoide: aldosteron, kortikosteron, koji reguliraju promet elektrolita (posebno natrija i kalija) i vode, čime održavaju homeostazu; nazivaju se hormoni koji čuvaju život;
- Glukokortikoide: među njima je najaktivniji kortizol; reguliraju metabolizam ugljikohidrata, proteina i lipida;
- Androgene i estrogene hormone koji utječu na razvoj spolnih organa u dječjem uzrastu.

Srž nadbubrežne žlijezde luči adrenalin i noradrenalin. Njihovo djelovanje je slično djelovanju simpatičkog živčanog sustava – ubrzavaju rad srca, povećavaju krvni tlak itd.